# Ješovec pri Šmarju
Ješovec pri Šmarju je zaselek v Občini Šmarje pri Jelšah.